# Quận Silver Bow, Montana
Quận Silver Bow là một quận thuộc tiểu bang Montana, Hoa Kỳ. Quận lỵ đóng ở Butte6. Quận được đặt tên theo. Dân số theo điều tra năm 2000 của Cục điều tra dân số Hoa Kỳ là 34.606 người.

## Địa lý
Theo Cục điều tra dân số Hoa Kỳ, quận này có diện tích 1862 km2, trong đó có 3 km2 là diện tích mặt nước.

## Thông tin nhân khẩu
Theo điều tra dân 2 năm 2000, quận này đã có dân số 34.606 người, 14.432 hộ gia đình, và 8.933 gia đình sống trong quận hạt. Mật độ dân số là 48 người trên một dặm vuông (19/km ²). Có 16.176 đơn vị nhà ở mật độ trung bình của 22 trên một dặm vuông (9/km ²). Thành phần chủng tộc của cư dân sinh sống trong quận gồm 95,35% người da trắng, 0,16% da đen hay Mỹ gốc Phi, 2,03% người Mỹ bản xứ, 0,43% châu Á, Thái Bình Dương 0,06%, 0,59% từ các chủng tộc khác, và 1,37% từ hai hoặc nhiều chủng tộc. 2,75% dân số là người Hispanic hay Latino thuộc một chủng tộc nào. 25,4% là của Ireland 14,2%, tiếng Đức, tiếng Anh 11,4% và 5,9% gốc Ý theo điều tra dân số năm 2000.
Có 14.432 hộ, trong đó 28,00% có trẻ em dưới 18 tuổi sống chung với họ, 47,80% là đôi vợ chồng sống với nhau, 10,50% có nữ hộ và không có chồng, và 38,10% là không lập gia đình. 32,80% hộ gia đình đã được tạo ra từ các cá nhân và 13,70% có người sống một mình65 tuổi hoặc cao hơn. Cỡ hộ trung bình là 2,32 và cỡ gia đình trung bình là 2,97.
Trong quận cơ cấu độ tuổi dân cư được trải ra với 23,70% dưới độ tuổi 18, 9,60% 18-24, 26,70% 25-44, 24,00% từ 45 đến 64, và 16,00% từ 65 tuổi trở lên người. Độ tuổi trung bình là 39 năm. Đối với mỗi 100 nữ có 97,80 nam giới. Đối với mỗi 100 nữ 18 tuổi trở lên, đã có 96,30 nam giới.
Thu nhập trung bình cho một hộ gia đình trong quận đạt mức USD 30.402, và thu nhập trung bình cho một gia đình là USD 40.018. Phái nam có thu nhập trung bình USD 31.295 so với 21.610 USD đối với phái nữ. Thu nhập bình quân đầu người là 17.009 USD. Có 10,70% gia đình và 14,90% dân số sống dưới mức nghèo khổ, bao gồm 19,20% những người dưới 18 tuổi và 8,90% của những người 65 tuổi hoặc cao hơn.